# Targovishte (tỉnh)
Targovishte (Търговищка област) là một tỉnh ở miền trung Bulgaria. Thành phố chính của tỉnh này là Targovishte, ngoài ra còn có các đô thị khác Antonovo, Omurtag, Opaka, và Popovo.

## Các đơn vị hành chính
Dưới đây là các đô thị và các làng:

### Antonovo (obchtina)
obchtina Antonovo có 1 thành phố Antonovo, và 59 làng:
Antonovo (Антоново) ·
Bankovets (Банковец) ·
Bogomolsko (Богомолско) ·
Boukak (Букак) ·
Chichkovitsa (Шишковица) ·
Dabravitsa (Дъбравица) ·
Devino (Девино) ·
Dlajka polyana (Длъжка поляна) ·
Dobrotitsa (Добротица) ·
Dolna Zlatitsa (Долна Златица) ·
Glachataï (Глашатай) ·
Golyamo Dolyane (Голямо Доляне) ·
Gorna Zlatitsa (Горна Златица) ·
Gradinka (Градинка) ·
Greevtsi (Греевци) ·
Izvorovo (Изворово) ·
Kalnichte (Калнище) ·
Kapichte (Капище) ·
Kapinets (Къпинец) ·
Khalvadjiïsko (Халваджийско) ·
Kitino (Китино) ·
Konop (Коноп) ·
Kraïpole (Крайполе) ·
Kroucholak (Крушолак) ·
Kyosevtsi (Кьосевци) ·
Lyoubitchevo (Любичево) ·
Malka Tcherkovna (Малка Черковна) ·
Malogradets (Малоградец) ·
Manouchevtsi (Манушевци) ·
Metchovo (Мечово) ·
Milino (Милино) ·
Moravitsa (Моравица) ·
Moravka (Моравка) ·
Oratch (Орач) ·
Pirinets (Пиринец) ·
Poroïno (Поройно) ·
Prisoïna (Присойна) ·
Ptchelno (Пчелно) ·
Ravno Selo (Равно село) ·
Razdeltsi (Разделци) ·
Semertsi (Семерци) ·
Slantchovets (Слънчовец) ·
Stara Retchka (Стара речка) ·
Startchichte (Старчище) ·
Stevrek (Стеврек) ·
Stoïnovo (Стойново) ·
Stroïnovtsi (Стройновци) ·
Svirtchovo (Свирчово) ·
Svoboditsa (Свободица) ·
Taïmichte (Таймище) ·
Tchekantsi (Чеканци) ·
Tcherna Voda (Черна вода) ·
Tcherni Bryag (Черни бряг) ·
Tikhovets (Тиховец) ·
Treskavets (Трескавец) ·
Velikovtsi (Великовци) ·
Velyovo (Вельово) ·
Yarebitchno (Яребично) ·
Yastrebino (Ястребино) ·
Yazovets (Язовец) ·

### Omourtag (obchtina)
Obchtina Omourtag có 1 thành phố Omourtag, và 42 làng:
Balgaranovo (Българаново) ·
Belomortsi (Беломорци) ·
Bostan (Бостан) ·
Dolna Khoubavka (Долна Хубавка) ·
Dolno Kozarevo (Долно Козарево) ·
Dolno Novkovo (Долно Новково) ·
Golyamo tsarkvichte (Голямо Църквище) ·
Gorna Khoubavka (Горна Хубавка) ·
Gorno Kozarevo (Горно Козарево) ·
Gorno Novkovo (Горно Новково) ·
Gorsko selo (Горско село) ·
Iliïno (Илийно) ·
Jelezari (Железари) ·
Kambourovo (Камбурово) ·
Kestenovo (Кестеново) ·
Kozma Prezviter (Козма Презвитер) ·
Krasnoseltsi (Красноселци) ·
Malko tsarkvichte (Малко църквище) ·
Mogilets (Могилец) ·
Obitel (Обител) ·
Omourtag (Омуртаг) ·
Ougledno (Угледно) ·
Padarino (Пъдарино) ·
Panaïot Khitovo (Панайот Хитово) ·
Panitchino (Паничино) ·
Parvan (Първан) ·
Petrino (Петрино) ·
Plastina (Плъстина) ·
Ptitchevo (Птичево) ·
Ratlina (Рътлина) ·
Rositsa (Росица) ·
Sredichte (Средище) ·
Stanets (Станец) ·
Taptchilechtovo (Тъпчилещово) ·
Tchernokaptsi (Чернокапци) ·
Tsarevtsi (Царевци) ·
Tserovichte (Церовище) ·
Velikdentche (Великденче) ·
Velitchka (Величка) ·
Verentsi (Веренци) ·
Veselets (Веселец) ·
Visok (Висок) ·
Vrani kon (Врани кон) ·
Zelena morava (Зелена морава) ·
Zmeïno (Змейно) ·
Zvezditsa (Звездица)

### Opaka (obchtina)
Obchtina Opaka có 1 thành phố Opaka, và 5 làng:
Gartchinovo (Гърчиново) ·
Golyamo gradichte (Голямо Градище) ·
Gorsko Ablanovo (Горско Абланово) ·
Kreptcha (Крепча) ·
Lyoublen (Люблен) ·
Opaka (Опака)

### Popovo (obchtina)
Obchtina Popovo có 1 thành phố Popovo, và 34 làng:
Aprilovo (Априлово) ·
Baba Tonka (Баба Тонка) ·
Berkovski (Берковски) ·
Braknitsa (Бракница) ·
Dolets (Долец) ·
Dolna Kabda (Долна Кабда) ·
Drinovo (Дриново) ·
Elenovo (Еленово) ·
Gagovo (Гагово) ·
Gloginka (Глогинка) ·
Goritsa (Горица) ·
Ivantcha (Иванча) ·
Kardam (Кардам) ·
Konak (Конак) ·
Kovatchevets (Ковачевец) ·
Kozitsa (Козица) ·
Lomtsi (Ломци) ·
Manastiritsa (Манастирица) ·
Martchino (Марчино) ·
Medovina (Медовина) ·
Osikovo (Осиково) ·
Palamartsa (Паламарца) ·
Pomochtitsa (Помощица) ·
Popovo (Попово) ·
Posabina (Посабина) ·
Sadina (Садина) ·
Slavyanovo (Славяново) ·
Svetlen (Светлен) ·
Trastika (Тръстика) ·
Tsar Asen (Цар Асен) ·
Voditsa (Водица) ·
Zakhari Stoyanovo (Захари Стояново) ·
Zaraevo (Зараево) ·
Zavetno (Заветно) ·
Zvezda (Звезда)

### Targovichte (obchtina)
Ochtina Targovichte có 1 thành phố Targovichte, và 51 làng:
Aleksandrovo (Александрово) ·
Alvanovo (Алваново) ·
Bayatchevo (Баячево) ·
Bistra (Бистра) ·
Bojourka (Божурка) ·
Bouïnovo (Буйново) ·
Boukhovtsi (Буховци) ·
Bratovo (Братово) ·
Dalgatch (Дългач) ·
Davidovo (Давидово) ·
Draganovets (Драгановец) ·
Dralfa (Дралфа) ·
Golyamo novo (Голямо Ново) ·
Golyamo Sokolovo (Голямо Соколово) ·
Gorna Kabda (Горна Кабда) ·
Kochnitchari (Кошничари) ·
Koprets (Копрец) ·
Krachno (Кръшно) ·
Kralevo (Кралево) ·
Lilyak (Лиляк) ·
Lovets (Ловец) ·
Makariopolsko (Макариополско) ·
Makovo (Маково) ·
Miladinovtsi (Миладиновци) ·
Mirovets (Мировец) ·
Momino (Момино) ·
Nadarevo (Надарево) ·
Osen (Осен) ·
Ostrets (Острец) ·
Ovtcharovo (Овчарово) ·
Païdouchko (Пайдушко) ·
Pevets (Певец) ·
Podgoritsa (Подгорица) ·
Preselets (Преселец) ·
Presiyan (Пресиян) ·
Presyak (Пресяк) ·
Probouda (Пробуда) ·
Prolaz (Пролаз) ·
Ralitsa (Ралица) ·
Razboïna (Разбойна) ·
Rosina (Росина) ·
Rouets (Руец) ·
Saedinenie (Съединение) ·
Straja (Стража) ·
Targovichte (Търговище) ·
Tarnovtsa (Търновца) ·
Tcherkovna (Черковна) ·
Tvardintsi (Твърдинци) ·
Tsvetnitsa (Цветница) ·
Vardoun (Вардун) ·
Vasil Levski (Васил Левски) ·
Zdravets (Здравец)